# قابلية انضغاط

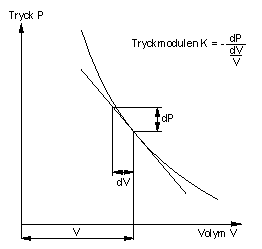

القابلية للانضغاط في الديناميكا الحرارية و الكيمياء و الفيزياء وميكانيكا السوائل هو مقدار تغير حجم سائل أو مادة صلبة عند زيادة الضغط عليه.
{\displaystyle \beta =-{\frac {1}{V}}{\frac {\partial V}{\partial p}}}
حيث:
V الحجم
p is الضغط
ملحوظة : بعض الكتب ترمز له بالرمز {\displaystyle \kappa } (كابا).
وتعتبر هذه الصيغة غير كاملة، إذ أن القابلية للانضغاط تختلف باختلاف الظروف : فإما أن تكون الظروف هي ثبات درجة الحرارة أو ثبات كمية حرارة الداخلية للجسم (عملية كظومة).
وعلى هذا الأساس تعرف قابلية الانضغاط عند ثبات درجة الحرارة:
{\displaystyle \beta _{T}=-{\frac {1}{V}}\left({\frac {\partial V}{\partial p}}\right)_{T}}
حيث T الممكتوبة تحت القوس تعني أن التفاضل يقترن بثبات درجة الحرارة .
وأما قالية الانضعاط الأديباتي (ويعني عدم وجود تبادل حراري بين العينة والوسط المحيط، حيث تكون العينة معزولة حراريا عن الوسط) فمعادلتها كالآتي:
{\displaystyle \beta _{S}=-{\frac {1}{V}}\left({\frac {\partial V}{\partial p}}\right)_{S}}
حيث S الإنتروبي.
بالنسبة للمواد الصلبة فالفرق بين المعادلتين يكون قليلا ومهملا .
مقلوب قابلية الانضغاط تسمى معامل انضغاط ويرمز له بالرمز K (وأحيانا بالرمز B)
تلعب تلك الخواص دورا هاما في الترموديناميكا (حركة حرارية) ومن ضمنها تشغيل التوربينات و محرك الاحتراق الداخلي وغيرها .

## قابلية الانضغاط في الترموديناميكا
تستخدم قابلية الانضغاط في الديناميكا الحرارية لوصف اختلاف خواص غاز حقيقي عن خواص غاز مثالي. ويعرف معامل الانضغاط بالمعادلة :
{\displaystyle Z={\frac {p{\underline {V}}}{RT}}}
حيث:
pضغط الغاز ,
T درجة الحرارة,
{\displaystyle {\underline {V}}} الحجم المولي للغاز،
R الثابت العام للغازات
في حالة غاز مثالي يكون معامل الانضغاط Z = 1 ، وبالتعويض عنه في المعادلة نحصل على قانون الغازات المثالية كما هو متوقع:
{\displaystyle p={RT \over {\underline {V}}}}
أما في حالة غاز حقيقي فيمكن أن يكون معامل الانضغاط Z أكبر أو أقل من 1.
وحيود سلوك غاز حقيقي عن سلوك الغاز المثالي يبدو واضحا ومهما عند الاقتراب من النقطة الحرجة ، أو في حالة الضغط العالي أو درجة حرارة منخفضة، حيث تبعد  Z كثيرا عن الواحد . في تلك الحالات نظرا لأهميتها نعتمد على جداول قيم  Z أو استخدام معادلات أخرى أكثر دقة للحصول على نتائج دقيقة تعبر عن الواقع لمسألة خاصة .

## الطيران بسرعة أعلى من سرعة الصوت
يلعب معامل الانضغاظ للهواء دورا هاما في الطيران وبصفة خاصة عند الطيران بسرعة فوق سرعة الصوت، فعندها تبدأ مكونات الهواء من جزيئات أكسجين و نيتروجين في التفكك مما يجعل الحجم المولي «الواقعي» . يتفكك الأكسجين O2, الثنائي الذرات إلى درتين ويصبح 2 مول من الأكسجين أحادي الذرات، كذلك يسلك النيتروجين N2 ويتفكك إلى ذرتين وبالتالي يزداد حجمه إلى 2 مول . ونظرا لأن هذا التفكك يحدث بسبب انضغاط الهواء فلا بد من أخذ Z في الحسبان . يحدث هذا التفكك المعتمد على الضغط في أكسجين الهواء بين درجتي حرارة 2500 كلفن إلى 4000 كلفن عبينما يحدث التفكك للنيتروجين بين درجتي حرارة 5000 كلفن إلى 10,000 كلفن .
في تلك المرحلة الانتقالية أثناء الطيران حيث يكون التفكك المعتمد على الضغط غير كاملا، نجد أن معامل انضغاط الغازين يتغير وكذلك تتغير حرارتهما النوعية ويزدادوا ازيادا كبيرا.
عند ضغوط متوسطة ودرجة حرارة عالية مثل 10.000 كلفن يتزايد تفكك الغاز إلى أيونات وإلكترونات وتنتج حالة للمادة المؤينة تسمي بلازما . ويمكن حساب معامل الانضغاط Z للبلازما لواحد مول من الهواء، وتنتج قيم لها بين 2 إلى 4 بحسب نسبة تأين محتويات الهواء . ويتطلب كل تأين امتصاص قدر كبير من الطاقة وهي عملية عكوسية مما تخفض من درجة حرارة الغاز حول الطائرة التي تطير بسرعة فوق صوتية .

## العلاقة بينβT{\displaystyle \beta _{T}}وβS{\displaystyle \beta _{S}}
العلاقة بين قابلية الانضغاط عند ثبات درجة الحرارة {\displaystyle \beta _{T}} وعند ثبات الإنتروبي {\displaystyle \beta _{S}} (أو في عملية كظومة) هي كالآتي :
{\displaystyle \beta _{S}=\beta _{T}-{\frac {\alpha ^{2}T}{\rho c_{p}}}}
ونحصل عليها من علاقات ماكسويل. كما يمكن تبسيطها إلى الصورة :
{\displaystyle {\frac {\beta _{T}}{\beta _{S}}}=\gamma }
حيث:
{\displaystyle \gamma \!} معامل ثبات الاعتلاج أو نسبة الحرارة النوعية عند ثبات الضغط إلى الحرارة النوعية عند ثبات الحجم ( تعرفها بعض الكتب بالرمز «كابا» κ).